# 南極洲行政區旗幟列表
- 國家行政區旗幟以一級行政區或特殊行政區為主（州旗、省區旗、省旗、縣旗或郡旗，市旗詳見市旗列表）。
- 關於各國行政區劃分與命名請參見各國行政區劃。
- 其他洲域的行政區旗幟請參見右方表格。
- 由於南極洲無正式代表，所以南極洲旗幟為個人設計的非正式旗幟。

| 阿根廷属南极地区 | 2:3 | 旗帜 | 阿根廷南極屬地             | 法属南部和南极领地 | 2:3 | 旗帜 | 阿黛利地              |
|                  | 2:3 | 旗帜 | 智利南极领地               |                    | 2:3 | 旗帜 | 澳大利亞南極領地      |
| 罗斯属地         | 1:2 | 旗帜 | 罗斯属地                   | 挪威               | 2:3 | 國旗 | 彼得一世岛 毛德皇后地 |
| 英属南极领地     | 1:2 | 旗帜 | 英属南极领地               | 阿根廷             | 2:3 | 國旗 | 阿根廷共和國          |
| 澳大利亚         | 1:2 | 國旗 | 澳大利亚联邦               | 智利               | 2:3 | 國旗 | 智利共和國            |
| 新西兰           | 1:2 | 國旗 | 新西兰                     | 法國               | 2:3 | 國旗 | 法兰西共和國          |
| 英国             | 1:2 | 國旗 | 大不列顛及北愛爾蘭联合王国 | 挪威               | 2:3 | 國旗 | 挪威王国              |

## 南極洲旗幟
|  | 南极洲（非正式旗幟） |  | 南极洲（非正式旗幟） |
|  | 南极洲（非正式旗幟） |  | 南极洲（非正式旗幟） |

## 各國已凍結的南極洲領地之旗幟
根據1961年6月通過的《南極條約》，規定南極只用於和平目的:「該地的主權不屬於任何一個國家，而是屬於全人類。」所以各國對南極洲的主權與領地均凍結。
|  | 阿根廷南極屬地（ 阿根廷） |  | 澳大利亞南極領地（ ）           |
|  | 罗斯属地（ 新西兰）       |  | 英屬南極領地（ 英国）           |
|  | 智利南极领地（ 智利）     |  | 阿黛利地（ 法属南部和南极领地） |
|  | 毛德皇后地（ 挪威）       |  | 彼得一世岛（ 挪威）             |

## 主權國家曾經宣稱擁有的南極領土之旗幟
|  | 新士瓦本（ 納粹德國） |  | 大和雪原（ 大日本帝国） |

## 條約之旗幟
|  | 南极洲与南极领地旗帜 |